# CB Breogán
Club Baloncesto Breogán (Breogán Lugo) – hiszpański klub koszykarski z siedzibą w Lugo, Galicja.
Klub powstał w 1966. W ACB grał od sezonu 1970/71 do 2006 r. Domowe spotkania rozgrywa w mieszczącej 7500 widzów hali Pazo dos Deportes. Do najlepszych koszykarzy w dziejach klubu należą: Charlie Bell, Velimir Perasović, José Miguel Antúnez, Tanoka Beard, Alfonso Reyes, Anthony Bonner, Vladimir Petrović, Joseph McNaull, Sabahudin Bilalović, Greg Foster czy James Donaldson.